# Lenk im Simmental
Lenk im Simmental é uma comuna da Suíça, no Cantão Berna, com cerca de 2.513 habitantes. Estende-se por uma área de 123,05 km², de densidade populacional de 20 hab/km². Confina com as seguintes comunas: Adelboden, Ayent (VS), Icogne (VS), Lauenen, Leukerbad (VS), Mollens (VS), Randogne (VS), Saanen, Sankt Stephan.
A língua oficial nesta comuna é o Alemão.